# همبستگی اتحادیه‌گرایی
همبستگی اتحادیه‌گرایی، مدلی از سازماندهی کارگری است که در آن کارگران خودشان استراتژی را تدوین می‌کنند و کارگران می‌توانند مستقیماً و بدون واسطه دولت یا نمایندگان اتحادیه که حقوق دریافت می‌کنند، علیه شرکت اقدام می‌کنند.
این اصطلاح ریشه در کتاب «قانون کار برای کارگران عادی» نوشته استاتون لیند در سال ۱۹۷۸ دارد و مدلی از سازماندهی است که در اوایل قرن بیستم توسط کارگران صنعتی جهان ترویج می‌شد.
حامیان این اتحادیه احساس می‌کنند که فعال کردن اتحادیه‌ای که نیازی به جلب حمایت اکثریت کارگران نداشته باشد، سازماندهی و بهبود محیط کار را آسان‌تر می‌کند. این مدل در اوایل دهه ۲۰۰۰ توسط IWW برای سازماندهی اتحادیه‌های استارباکس در ایالات متحده آزمایش شد.